# Englerina woodfordioides
Englerina woodfordioides är en tvåhjärtbladig växtart som först beskrevs av Schweinfurth, och fick sitt nu gällande namn av Simone Balle och Michael George Gilbert. Englerina woodfordioides ingår i släktet Englerina och familjen Loranthaceae. Inga underarter finns listade i Catalogue of Life.